# Erste Filmaufnahmeleitung
Aufnahmeleiter gehören zum Stab einer Film- oder Fernsehproduktion. In dieser Eigenschaft unterstehen sie der Filmproduktionsleitung, die wiederum für die Planung, Durchführung und organisatorische wie finanzielle Kontrolle eines Film- oder TV-Vorhabens verantwortlich ist. Der Berufsstand der Aufnahmeleitung wird in Deutschland durch den Berufsverband Bundesverband Produktion Film und Fernsehen e. V. (BvP) vertreten, welcher auch die fraglichen Berufsbilder weiterentwickelt und eine Verbesserung der beruflichen Aus- und Weiterbildung für Film-Produktionsberufe betreibt, in Österreich durch die Vereinigung österreichischer AufnahmeleiterInnen, ProduktionsleiterInnen und ProduktionskoordinatorInnen (VÖAP), und in der Schweiz vom Schweizer Syndikat Film und Video (SSFV).

## Definition
Je nach Erfahrung und Eignung unterscheidet man Erste Aufnahmeleiter und zweite. Die Aufgabengebiete sind aufgeteilt. Die Erste Aufnahmeleitung (vergleichbar den Funktionen eines „Unit Managers“ im anglo-amerikanischen Raum oder dem „Regisseur“ im französischen Kino) ist üblicherweise an der Drehplanung beteiligt und disponiert Mitwirkende und Produktionspersonal sowie die gesamte Produktionslogistik während der Drehphase. Zweite Aufnahmeleiter sind während der Produktion grundsätzlich am Drehort präsent (vergleichbar dem anglo-amerikanischen „Set Manager / Floor Manager“) und sorgen für einen möglichst reibungslosen Verlauf aller Arbeitsvorgänge am Set und stehen dabei ständig in Kontakt mit der Ersten Aufnahmeleitung.

## Aufgabengebiete
Die Erste Aufnahmeleitung begleitet die Vorbereitungen zu Dreharbeiten von einem möglichst frühen Zeitpunkt an. Das gilt besonders für die Motivsuche, wobei neben den künstlerischen Präferenzen von Regie und Szenenbild auch logistische und wirtschaftliche Kriterien zu beachten sind. Im Idealfall kann die Produktionsleitung bei Erstellung des Drehplans auf die Mitwirkung einer Ersten Aufnahmeleitung zurückgreifen, grundsätzlich nehmen Aufnahmeleiter an Produktionsbesprechungen teil.
Auf diese Weise arbeitet die Aufnahmeleitung eng mit der Produktion zusammen, gegenüber der sie wirtschaftlich und organisatorisch verantwortlich ist. Von großer Bedeutung ist eine enge Zusammenarbeit mit der Regieassistenz, welche die Wünsche der Regie an die Aufnahmeleitung weitergibt und abstimmt. Im Zusammenhang mit dem Drehplan erstellt die Erste Aufnahmeleitung eine tägliche Disposition (engl. Call Sheet) in der alle für einen Drehtag vorgesehenen organisatorischen Maßnahmen in einem Zeitplan angegeben sind. Die Disposition ist für den Produktionsstab bindend und kann nur unter zwingenden Umständen abgeändert und bekanntgemacht werden und das ausschließlich durch die Aufnahmeleitung.
Eine Erste Aufnahmeleitung erwirkt Drehgenehmigungen und Motivanmietungen, sie sorgt unterwegs für Künstler-Garderoben, Aufenthaltsräume, Motivverpflegung, Lagerstätten, Parkmodalitäten sowie für Energie-Anschlüsse. Sie organisiert den Transport von Personal und Material vom und zum Drehort. Während des Drehs koordiniert sie Personal und Technik und besorgt bei möglichen Ausfällen Ersatz. Sie ist für die Sicherheit der beteiligten Personen verantwortlich, ebenso für die Arbeit der Zweiten (oder Set-) Aufnahmeleitung. Bei großen Filmprojekten mit erheblichem logistischen Aufwand – z. B. Kinoproduktionen mit großem Team, einem umfangreichen Fuhrpark und häufigen Motivwechseln, gibt es zwischen Erster und Zweiter Aufnahmeleitung eine weitere Funktionsebene, die sogenannte Motiv-Aufnahmeleitung („Location Management“). Diese übernimmt dabei an einzelnen, bestimmten Drehorten einen Teil der vorgenannten produktionellen Funktionen der Ersten Aufnahmeleitung (aber nicht die Disposition, die immer bei der 1. AL verbleibt). Soweit einige der genannten Aufgaben über einen gewissen wirtschaftlichen Rahmen hinausgehen, konsultiert die Erste Aufnahmeleitung die Produktionsleitung, deren Entscheidung maßgeblich bleibt.
Nach Ende der Dreharbeiten wickelt die Erste Aufnahmeleitung die Produktion wirtschaftlich ab, soweit Ausgaben in ihre Zuständigkeit fallen. Sie kontrolliert diesbezügliche Rechnungen, erfasst mögliche Schadensfälle, veranlasst und überwacht, dass Material und Fahrzeuge zurückgegeben werden.

## Ausbildung
Der Weg zum Aufnahmeleiter / zur Aufnahmeleiterin wird in der Regel durch die Praxis erworben und führt von der „Aufnahmeleiter-Assistenz“ über die „Zweite Aufnahmeleitung“ zur „Ersten Aufnahmeleitung“. Die Entwicklung der Medienindustrie macht jedoch mehr und mehr den Erwerb theoretischer Hintergrundkenntnisse erforderlich, die sich in Seminaren und Referaten sowie durch entsprechende Fachliteratur erwerben lassen. Im öffentlich-rechtlichen Fernsehen erfolgt die Ausbildung im Rahmen eines Aufnahmeleiter-Volontariats, welches von der AGM (Ausbildungsgemeinschaft für Medienberufe) durchgeführt wird. Geschäftsführung und Vorsitz der AGM liegen seit Gründung im Jahr 1959 beim Norddeutschen Rundfunk (NDR). Ausbildungsorte sind die verschiedenen Standorte des NDR, BR, HR, RBB, SWR, WDR, Radio Bremen, SR und neuerdings auch beim ZDF. Auch hier ergibt sich durch die Praxis der Weg von der „Assistenz“ zur „Zweiten Aufnahmeleitung“ bis hin zur „Ersten Aufnahmeleitung“. Eine erfolgreiche Praxis als Erster Aufnahmeleiter / Erste Aufnahmeleiterin stellt auch einen realistischen Weg in die Produktionsleitung dar, auch wenn hier nicht selten eine akademische Vorbildung gefragt ist.
Die „Zweite Aufnahmeleitung“ stellt ebenfalls ein Tätigkeitsfeld für sich dar und muss als Karriereschritt nicht zwangsläufig zur „Ersten Aufnahmeleitung“ führen.
Das Berufsbild „Erste Aufnahmeleitung“ ist von der Deutschen IHK anerkannt und wird als diplomierte Fort- und Weiterbildungsmaßnahme angeboten und gefördert.
Seit Mitte 2024 bieten zwei Industrie und Handelskammern (IHKs) in Köln und München/Oberbayern Prüfungen für Ausbildungsberufe an, die sich u. a. an Aufnahmeleiter oder angehende Aufnahmeleiter richten:
- IHK Köln: Geprüfte Fachwirte für audiovisuelle Medienproduktionen - Bachelor Professional in audiovisuellen Medienproduktionen[1]
- IHK München: Geprüfte/-r Berufsspezialist/-in für Aufnahmeleitung[2]

Berufsbegleitende Vorbereitungskurse für beide Prüfungen bietet u. a. die Internationale Film Fernseh & Musik Akademie (IFFMA) an. Eine Förderung der Kosten über das sogenannte Aufstiegs BAföG ist möglich.

## Tontechnik
In der Tontechnik ist die Bezeichnung „musikalische Aufnahmeleitung“ üblich, jedoch häufig irreführend. Der „musikalische Aufnahmeleiter“ überprüft die Musikproduktion des Werkes während des Aufnahmevorgangs in der Tonregie, und zwar anhand der ihm vorliegenden Partitur, mit dem Ziel, Fehler in der Darbietung zu vermeiden. Um eine Verwechslung mit der Film- und TV-Aufnahmeleitung zu vermeiden, nennt man den musikalischen Aufnahmeleiter inzwischen auch „Tonregisseur“. Unter bestimmten Voraussetzungen spricht man ebenso vom Tonmeister oder – bei wirtschaftlicher Mitverantwortung – vom Musikproduzenten.